# Perigrapha triangulifera
Perigrapha triangulifera là một loài bướm đêm trong họ Noctuidae.